# Nokere Koerse 1987
La Nokere Koerse 1987, quarantaduesima edizione della corsa, si svolse il 18 marzo per un percorso con partenza ed arrivo a Nokere. Fu vinta dal belga Étienne De Wilde della squadra Sigma davanti ai connazionali Franky Van Oyen e Ludo Giesberts.

## Ordine d'arrivo (Top 10)
| Pos. | Corridore           | Squadra                         | Tempo    |
| ---- | ------------------- | ------------------------------- | -------- |
| 1    | Étienne De Wilde    | Sigma                           | 4h32'00" |
| 2    | Franky Van Oyen     | Sigma                           | s.t.     |
| 3    | Ludo Giesberts      | TeVe Blad-Eddy Merckx           | a 30"    |
| 4    | Dirk Heirweg        | TeVe Blad-Eddy Merckx           | s.t.     |
| 5    | Ludo De Keulenaer   | Panasonic                       | s.t.     |
| 6    | Erik Breukink       | Panasonic                       | s.t.     |
| 7    | Bert Oosterbosch    | Panasonic                       | s.t.     |
| 8    | Eddy Vanhaerens     | Sigma                           | s.t.     |
| 9    | Dirk Krikilion      | Lucas-Mullers-Orbea             | a 1'20"  |
| 10   | Edwig Van Hooydonck | Superconfex-Kwantum Hallen-Yoko | s.t.     |